# 19517 Robertocarlos
19517 Robertocarlos (1998 SK164) là một tiểu hành tinh vành đai chính được phát hiện ngày 18 tháng 9 năm 1998 bởi E. W. Elst ở Đài thiên văn Nam Âu.